# Qadiriyya
Ne doit pas être confondu avec Qadariyya.
 (avril 2018).
Si vous disposez d'ouvrages ou d'articles de référence ou si vous connaissez des sites web de qualité traitant du thème abordé ici, merci de compléter l'article en donnant les références utiles à sa vérifiabilité et en les liant à la section « Notes et références ».

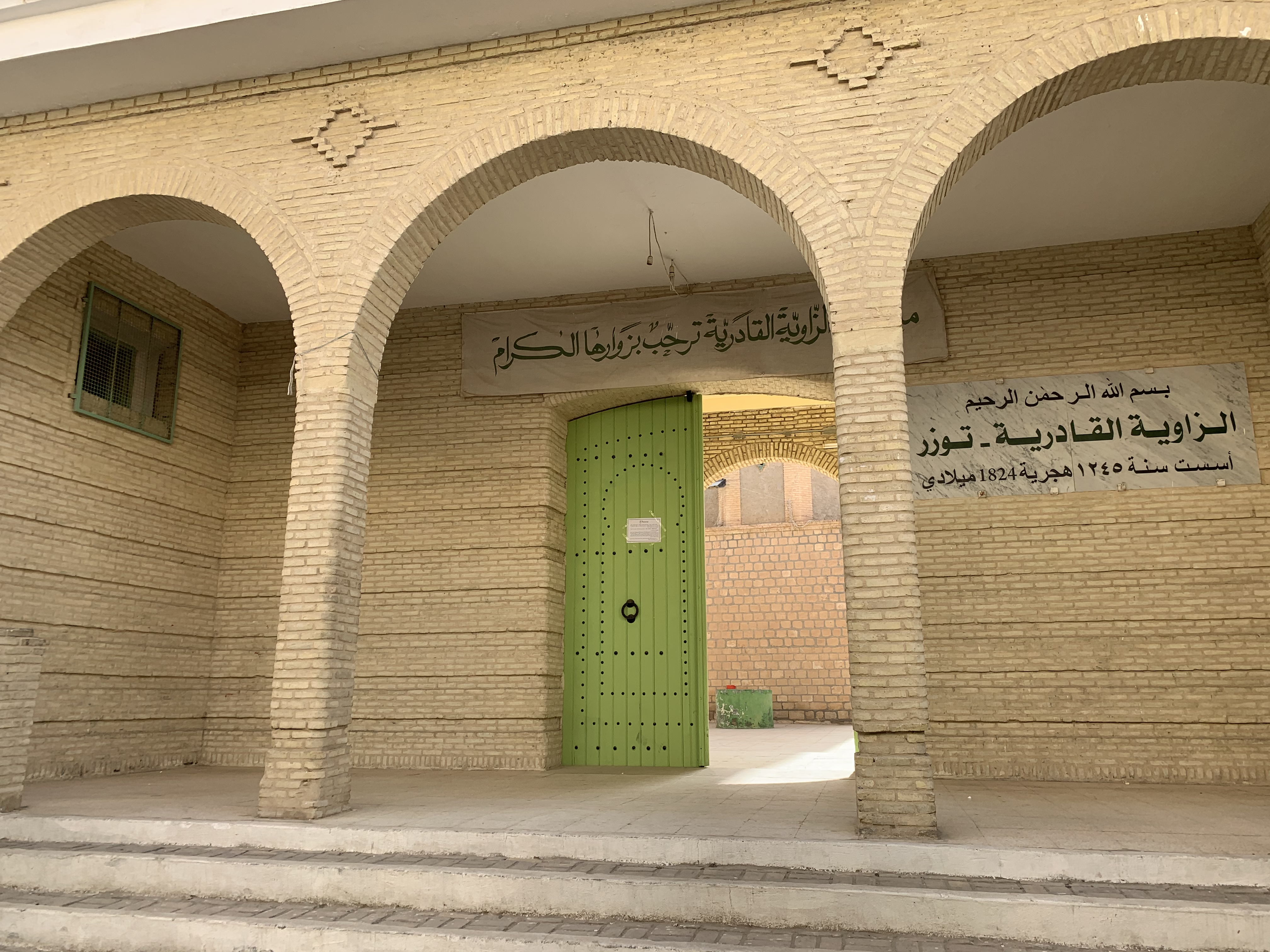
Mosquée de la Zawiya Qadiriya à Tozeur,Tunisie

La Qadiriyya (arabe : القادريه) ou confrérie de Qadir est une confrérie soufie fondée au XIe siècle par le cheikh Abd al Qadir al-Jilani érudit né en Perse (on prononce aussi Al-Jilali), dont le sanctuaire et le mausolée se trouvent à Bagdad, ville où il enseigna pendant de nombreuses années.
L'ordre, avec ses nombreux sous-ordres, est très répandu. Ses membres sont présents en Inde, au Bangladesh, en Chine, en Turquie, en Indonésie, en Afghanistan, au Pakistan, dans les Balkans, en Russie, en Palestine, ainsi qu'en Afrique de l'Est, de l'Ouest et du Nord.

## Histoire
La Qadiriyya est tenue pour la première confrérie soufie,.

### Afrique du Nord
La Qadiriyya était observée dans l'Ouest de l'Algérie, sauf à Nedroma et à Tlemcen qui suivaient la Chadhiliyya. Au centre de l'Algérie, les habitants étaient des adeptes de la « tariqa yusufiyya », durant la période ottomane.
L'émir Abdelkader était un dignitaire de la confrérie. En 1838, il a assiégé pendant des mois le village fortifié d’Aïn Madhi pour obliger la famille du cheikh de la confrérie rivale, la Tijaniyya, à rallier sa cause contre les Français.
Au Maroc, la zawiya Qadiriyya existe toujours dans l'ancienne médina de Fès.

### Afrique de l'Ouest
Durant le premier tiers du XIXe siècle, des changements particulièrement importants interviennent en Afrique de l'Ouest avec la mise en place de gouvernements musulmans à l'issue de luttes ouvertement prosélytes présentées comme des actions de djihad. Ces djihad sont menés par des membres des élites intellectuelles et religieuses peules fortement sous l'influence de la Qadiriyya et aboutissent à la formation des États du Fouta Bondou, du Fouta-Djalon et du Fouta-Toro. L'influence de la confrérie soufie se renforça encore au début du XIXe siècle avec l’établissement du califat de Sokoto dans la région du Soudan central, entre le fleuve Niger et le lac Tchad,. Sékou Amadou, fondateur de l'empire du Macina, en était également membre.
La Qadiriyya fut la première tariqa soufie introduite au Mali. Elle a joué un rôle majeur dans l’expansion de l’islam dans cette région au XIXe siècle.

### Afrique de l'Est
La tariqa qadiriyya était déjà présente en Afrique de l'Est notamment en Ethiopie actuelle ou en Somalie (dans les localités de Harar ou Zayla') mais aussi dans le monde swahili. Elle se diffuse au XIXe siècle sous l'influence du Shaykh Uways al Barawi (1847–1909). Cette voie est encore présente aux Comores, à La Réunion, Est du Congo, Tanzanie, Kenya, Somalie ou Ouganda.
Ce dernier est considéré comme un mujadid. Fils de Muhammad b. Bashiir, il est initié aux sciences religieuses très tôt. En 1870, il intégra la Qadiriyya par l'intermédiaire de son shaykh al Shashi Abd. Al Rahman bin Abdullah (1829-1904) dit Shaykh Sufi à Mogadiscio. Il se rendit ensuite à Bagdad où il gravit les maqamat auprès d'un descendant du Shaykh Abd al Qadr al Jaylani puis se rendit au pèlerinage, hajj. Il retourna dans la région est-africaine et resta quelque temps à Zanzibar où il initia plusieurs disciples à sa voie, tariqa qadiriyya uwaysiyya. A son retour dans l'actuelle en Somalie, il fit face à des conflits dont les partisans de Mohammed Abdullah Hassan (surnommé le Mad Mullah). Il est assassiné en 1909 ainsi que plusieurs de ses partisans mais l'un de ses disciples ayant survécu écrira plus tard son hagiographie. 

### Inde
La Qadiriyya est un des grands ordres soufis de l'Inde. Elle a connu un important développement sous la dynastie moghole et le prince Dara Shikôh en fut un membre éminent. Aujourd'hui, on la trouve partout dans le sous-continent indien, et elle est probablement la confrérie qui compte le plus d'adeptes.

## Branches
Il existe treize branches de cette confrérie :
- La Fadiliyya a été créée, au XIXe siècle, par Cheikh Mouhamed Fadel Ould Mamine, saint, soufi et chef tribal établi dans la zone du Hodh (Mauritanie). Ses fils Ma El Aïnin,  dans le Sahara occidental, et Saad Bouh, dans la zone du Trarza et dans les pays de l'Afrique occidentale, ont plus particulièrement disséminé cette branche.
- L'Ammariyya
- La Bu Aliyya
- La Boutchichiyya, née au milieu du XVIIIe siècle, dans le nord-est du Maroc. C'est là que se situe la maison mère, près de Berkane, à Madagh. Sidi Hamza était désigné par ses disciples comme un héritier du "secret initiatique « sirr »et le "pôle spirituel" « gotb » de son temps. Sa forte expansion est liée à l'influence du cheikh vivant Sidi Jamal al Qadiri al Boutchichi, maître actuel et descendant du fondateur. Jamal al Qâdiri al Boutchichi est actuellement considéré au Maroc et par ses disciples d'autres pays, comme un « maître vivant », le représentant authentique d’une tradition vivante du soufisme.
- La Bakkâiyya
- La Muhtariyya, une branche attribuée au cheikh Sidi al-Muhtar al-Kabir, mort en 1811, et qui a joué un rôle majeur dans l'expansion de l'islam au XIXe siècle au Mali[7].

## Membres influents
- Émir Abdelkader
- Sékou Amadou, fondateur de l'empire du Macina
- Bou Kounta
- Ibn Taymiyyah